# Bavay
Bavay (Nederlands: Bavik of Beuken) is een stadje in het Franse Noorderdepartement (Frans: département du Nord) vlak tegen de Belgische grens. De gemeente behoort tot het arrondissement Avesnes-sur-Helpe. In de gemeente liggen nog de gehuchten en dorpen Louvignies-Bavay, Buvignies en Le Louvion. Bavay telde op 1 januari 2022 3.240 inwoners.

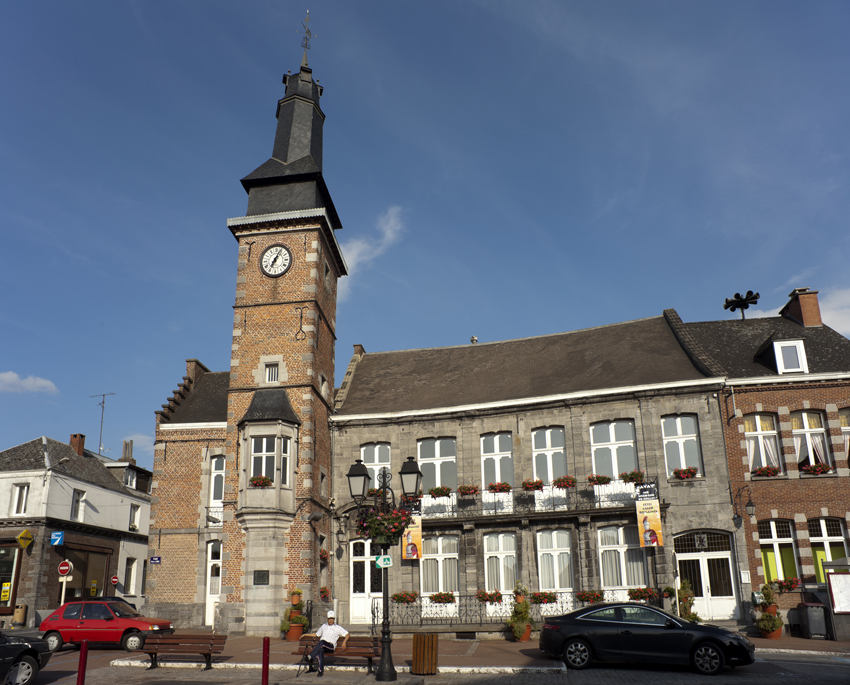
Stadhuis

## Geschiedenis
Bavay, Bavai, Latijn Bagacum Nerviorum moet in het Gallisch Beuken betekend hebben.

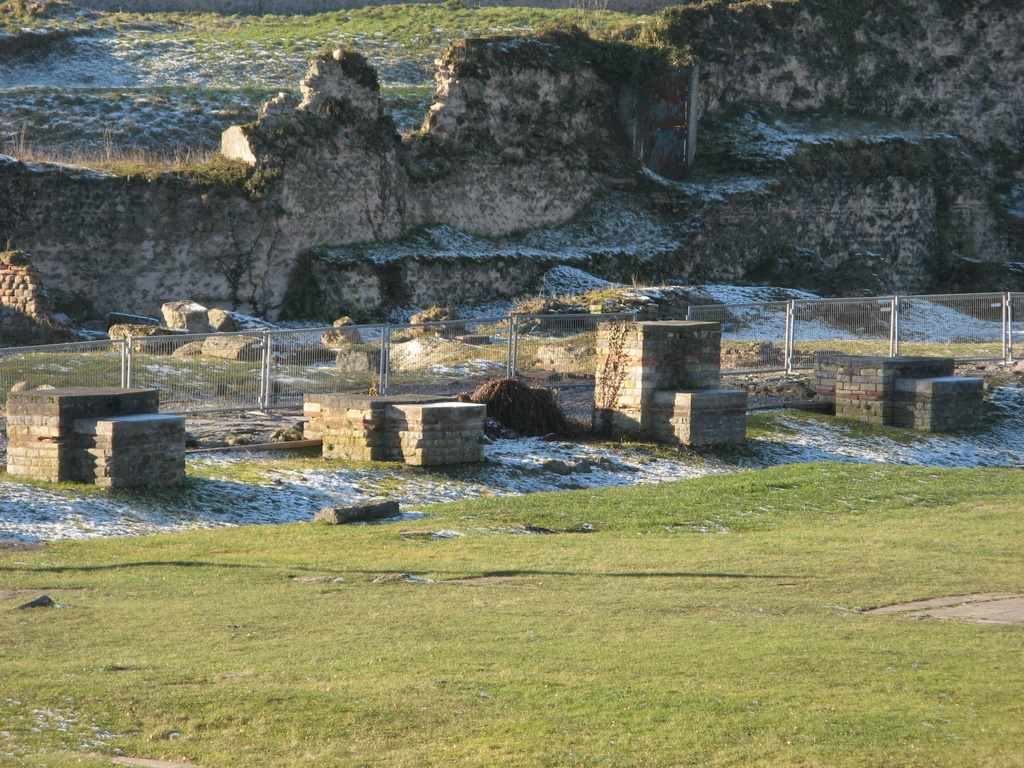
Bagacum

In de Gallische tijd was Bavay waarschijnlijk een Nervische plaats, in de vroege Gallo-Romeinse tijd zeker de hoofdplaats van de Civitas Nerviorum in Belgica Secunda. Nog in de Romeinse tijd werd Cambrai of Kamerijk de nieuwe hoofdstad, terwijl de Civitas Nerviorum van de Nerviërs of Nervii werd omgedoopt tot Civitas Cameracensis.
Bavay was in Noord-Gallië een bijzonder belangrijk knooppunt van zeven heirbanen in alle richtingen, namelijk naar Soissons, Reims, Trier, Amiens, Doornik, Utrecht en Keulen. De belangrijkste vormde wel de verbinding met Keulen via Tongeren, die historici de Via Belgica noemen. Doordat de heirbaan in de Merovingische tijd werd gerestaureerd noemde men hem nadien Chaussée Brunehaut, naar de Frankische koningin Brunhilde van Visigotische afkomst. Een andere belangrijke heirbaan was die van Bavay richting Utrecht, nog bewaard tot Asse (oude spelling Assche). Die is vandaag de dag ondanks een kleine onderbreking nog bijna volledig als weg in gebruik. Tussen Edingen en Asse vervult dit traject nog de rol van een lokale hoofdweg. 
Bavay was tot de 13e eeuw een belangrijk bestuurlijk en handelscentrum.
In de middeleeuwen behoorde de streek van Bavay tot het graafschap Henegouwen. De stad werd omwald en versterkt. In 1433 werd het graafschap een deel van de Bourgondische Nederlanden en in de 16e eeuw de Spaanse Nederlanden. Bij de Vrede van Nijmegen van 1678 werd de stad Frans bezit.
In 1946 werd de gemeente Louvignies-Bavay bij Bavay aangehecht.

## Bezienswaardigheden

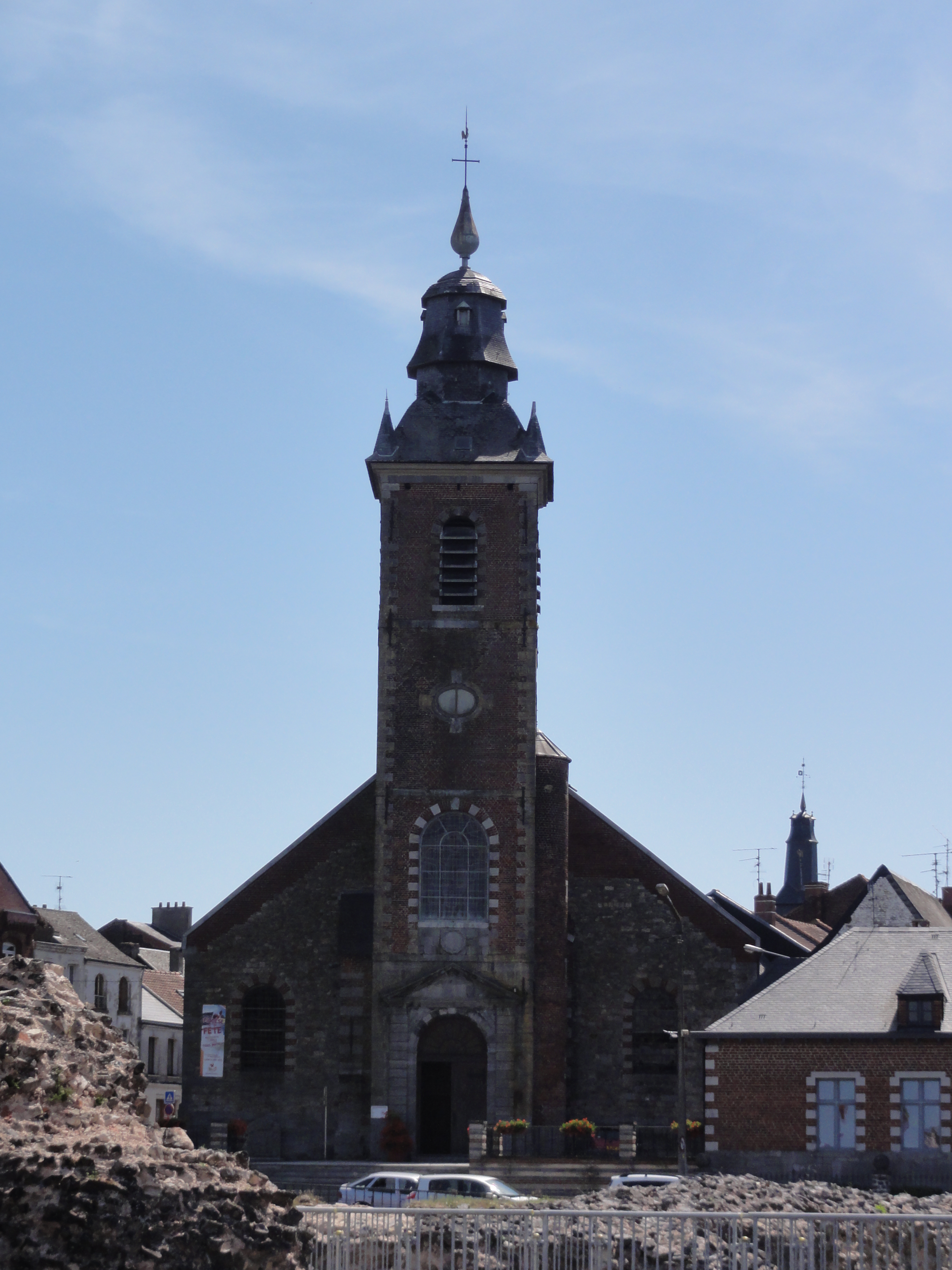
Église Notre-Dame de l'Assomption

- De opgravingen met onder andere het forum (Forum van Bavay) en het museum geven een beeld van wat de stad moet geweest zijn. Een stuk van de antieke omwalling werd in 1862 geklasseerd en in 1909 ingeschreven als monument historique. Verschillende antieke restanten werden in 1949 en 1992 ingeschreven als monument historique.
- Een deel van de middeleeuwse vestingen werd in 1992 als monument historique ingeschreven.
- De Église Notre-Dame de l'Assomption in het stadscentrum dateert uit de 16de eeuw.
- De Église Saint-Nicolas in Louvignies dateert uit de 18de eeuw.
- Op de gemeentelijke begraafplaats van Bavay bevinden zich 12 Britse oorlogsgraven uit de Eerste Wereldoorlog.

## Geografie
De oppervlakte van Bavay bedroeg op 1 januari 2022 10,12 vierkante kilometer; de bevolkingsdichtheid was toen 320,2 inwoners per km².

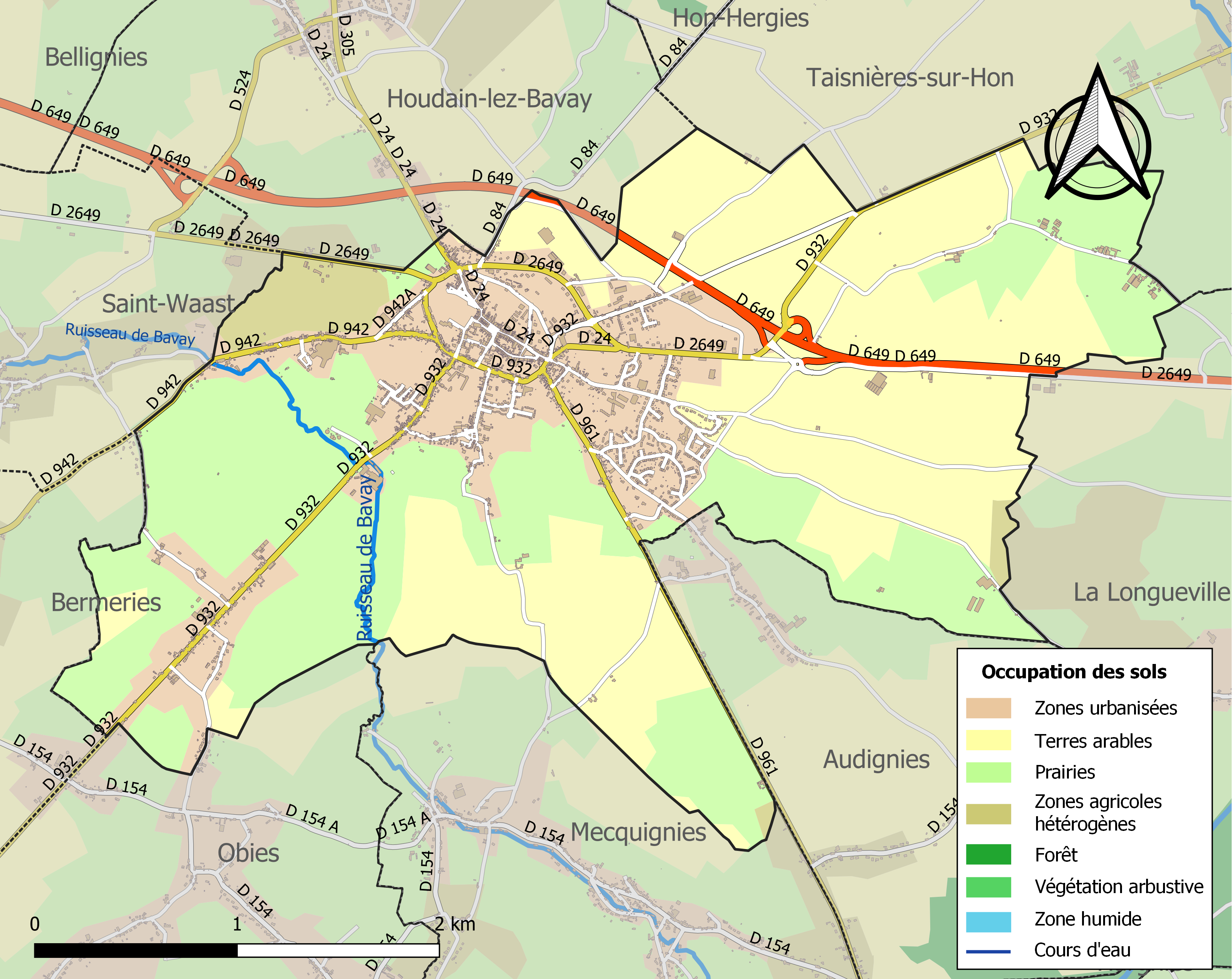
Kaart van de gemeente met belangrijkste infrastructuur, bodemgebruik en omliggende gemeenten

## Demografie
Onderstaande figuur toont het verloop van het inwoneraantal van Bavay vanaf 1962.
Bron: Frans bureau voor statistiek. Cijfers inwoneraantal volgens de definitie population sans doubles comptes (zie de gehanteerde definities)

## Verkeer en vervoer
Bij Bavay bevond zich vroeger het station van Bavay, maar dit is gesloten en de stad wordt niet meer door het spoor bediend.